# 沈黙の神拳
『沈黙の神拳』（ちんもくのしんけん、原題: TRUE JUSTICE PART6）は、2011年製作のアメリカ映画、スティーヴン・セガール主演の"沈黙シリーズ（TRUE JUSTICE Series）"である。

## キャスト
| 役名         | 俳優                                     | 日本語吹き替え |
| ------------ | ---------------------------------------- | -------------- |
| ケイン       | スティーヴン・セガール                   | 大塚明夫       |
| ジュリエット | ミーガン・オリー                         | 有賀由樹子     |
| ラドナー     | ウォーレン・クリスティー                 | 井上剛         |
| アンドレ     | ウィリアム・ビッグスリープ・スチュワート | 丸山壮史       |
| サラ         | サラ・リンド                             | ミルノ純       |
| ハンフリーズ | レイチェル・ラトレル                     | 亀中理恵子     |

- その他の声の出演：金子修、板取政明、神島正和、河合みのる、岩田安宣、村上裕哉、宮川悠、池上耀甚、砂川和樹
- 日本語版制作スタッフ
  - 演出：渋江博之
  - 翻訳：渡部亜紀
  - 調整：加藤剛
  - 制作：丸山慶太、牟田賢太郎（日活株式会社）
  - 制作：間宮俊二、小林剛(AMG Studio)
  - キャスティングアドバイザー：山﨑真(AMG Academy)
  - 録音スタジオ：AMG Studio
  - 音響制作：AMG Studio